# Marjorie Main
Marjorie Main (født Mary Tomlinson; 24. februar 1890, død 10. april 1975) var en amerikansk teater,- tv- og filmskuespiller.
Hun var I 1930'erne virksom på Broadway og medvirkede i 1929-1957 i over 80 film. I 1948 blev hun nomineret til en Oscar for bedste kvindelige birolle for sin præstation i Ægget og jeg. I 1957 blev hun nomineret til en Golden Globe for sin præstation i Folket i den lykkelige dal.